# Pablo González Fuertes
Pablo González Fuertes (Gijón, Astúries, 8 de juny de 1980) és un àrbitre de futbol asturià de la Primera Divisió espanyola. Pertany al Comitè d'Àrbitres d'Astúries.

## Trajectòria
Després de cinc temporades a Segona Divisió, on va dirigir 109 partits, aconsegueix l'ascens a la Primera Divisió espanyola conjuntament amb el col·legiat castellà-manxec Javier Alberola Rojas i el col·legiat català David Medié Jiménez.
Va debutar el 27 d'agost de 2017 en primera divisió en un Real Club Esportiu Espanyol contra el Club Deportivo Leganés (0-1).
Va ser àrbitre de VAR a la final de la Copa del Rei 2025 entre el FC Barcelona i el Reial Madrid acompanyant Ricardo de Burgos Bengoetxea, i Mateu Busquets Ferrer com a quart àrbitre, després d'una forta polèmica derivada de pressions fetes pel Reial Madrid per tal que l'equip arbitral fos canviat.

## Temporades
| Categoria          | País    | Any       | Partits |
| ------------------ | ------- | --------- | ------- |
| Segona Divisió "B" | Espanya | 2004-2012 | 113     |
| Segona Divisió     | Espanya | 2012-2017 | 109     |
| Primera Divisió    | Espanya | 2017-     | 38      |

## Premis
- Trofeu Vicente Acebedo (1): 2017